# Basarabia Nord
S.A. „Basarabia Nord” este o întreprindere de prelucrare a cărnii în municipiul Bălți, unul dintre cei mai mari producători de mezeluri din Republica Moldova. Înreprinderea a fost fondată ca combinat de prelucrare a cărnii de pasăre la 24 mai 1944. Ulterior combinatul a început prelucrarea cărnii de porc și de vită. În 1946 s-a finisat constituirea Combinatul de prelucrare a cărnii la marginea de vest a cartierului Pământeni. În 1955 a avut loc fuziunea Combinatului de prelucrare a cărnii și a Combinatului de prelucrare a păsărilor. Între anii 1960-1961 s-a început construcția frigiderului cu capacitatea de 3000t și a secțiilor de prelucrare a grăsimelor și de mezeluri cu capacitatea 5t/schimb. Din septembrie 1997 întreprinderea care este o societate pe acțiuni de tip deschis este listată la Bursa de Valori a Moldovei. În prezent S.A. „Basarabia Nord” produce: salamuri (fierte, fiert-afumate, semiafumate, crud-afumate, crud-zvântate), semifabricate din carne, conserve etc.
S.A. „Basarabia-Nord” întreține legături comerciale cu companii din Austria, Germania, Rusia, Ucraina, Belarus.